# Miyako-gun (Fukuoka)

Landkreis Miyako in der Präfektur Fukuoka

Miyako (jap. 京都郡, -gun) ist ein Landkreis in der Präfektur Fukuoka in Japan.
Zum 1. September 2020 hatte er 54.674 Einwohner auf einer Fläche von 197,89 km².

## Politik
Der Landkreis Miyako liegt zusammen mit Buzen, Tagawa (Stadt), Tagawa (Landkreis), Yukuhashi und Chikujō in dem etwa 260.000 Einwohner umfassenden Wahlkreis 11 der Präfektur Fukuoka.

## Gemeinden
- Kanda
- Miyako

Folgende Gemeinden wurden am 20. März 2006 in die neue Gemeinde Miyako eingemeindet:
- Katsuyama
- Saigawa
- Toyotsu